# Carlos Cores

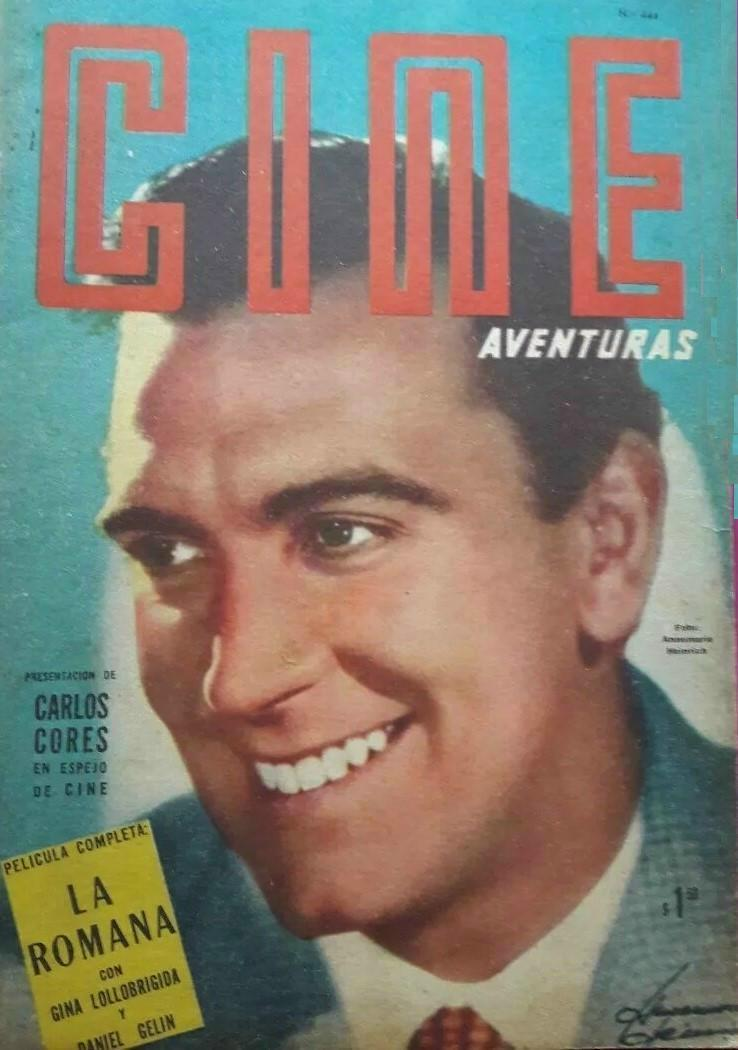

Carlos Cores (San Fernando, Argentina, 19 de abril de 1923 - Buenos Aires, Argentina, 08 de fevereiro de 2000) seu verdadeiro nome era Juan Carlos Márquez Cores foi um ator argentino de cinema, teatro e televisão, que também trabalhou como diretor e roteirista de filmes, desenvolveu seu trabalho na Argentina, Espanha, México e Chile.

## Carreira artística
Carlos Cores foi uma das descobertas artísticas do diretor chileno Carlos Borcosque quando ele filmou o aclamado  filme mañana seran hombres de 1939 e cores se destacou entre os atores que representam os detentos do instituto para menores. Ele atuou em vários filmes do mesmo diretor, como  Yo conocí a esa mujer (1942), Cada hogar un mundo (1942), Un nuevo amanecer (1942), La juventud manda (1943) y Valle negro (1943), , este último filmado no Chile e não se pode ignorar o papel que representou como namorado de Olga Zubarry em El ángel desnudo de Carlos Hugo Christensen.
Em 1953, sua participação em Del otro lado del puente dirigida por Carlos Rinaldi ganhou aclamação da crítica. também trabalhou com Tita Merello em Guacho dirigido por Lucas Demare em 1954 e Zully Moreno em El amor nunca muere de Luis César Amadori em 1955.
Entre seus trabalhos na televisão destaca-se sua participação nas telenovelas La ambiciosa e Donde comienza la tristeza, ambas de 1960, Nostalgias del tiempo lindo de 1966, Las 24 horas de 1981 e Cuando es culpable el amor de 1983.
Ele foi casado com a atriz Elizabeth Killian. Morreu de parada cardiorrespiratória em Buenos Aires em 08 de fevereiro de 2000.

## Filmografia
Director
- La ruleta del diablo o La ciudad de los cuervos (inédita - 1968)
- Lindor Covas, el cimarrón (1963)
- Asalto en la ciudad (1961)

Roteirista
- Lindor Covas, el cimarrón (1963)
- Asalto en la ciudad (1961)

Ideia Original
- Asalto en la ciudad (1961)

Intérprete
- Yo maté a Facundo (1975) dir. Hugo del Carril.
- La ruleta del diablo o La ciudad de los cuervos (inédita - 1968) dir. Carlos Cores.
- Curse of the Stone Hand (1964) (Estados Unidos) dir. Carlos Hugo Christensen y Jerry Warren.
- Una excursión a los indios ranqueles (inconclusa - 1965) dir. Derlis Beccaglia.
- La fin del mundo (1963) dir. Emilio Vieyra.
- Lindor Covas, el cimarrón (1963) dir. Carlos Cores.
- Accidente 703 (1962) dir. José María Forqué.
- Detrás de la mentira (1962) dir. Emilio Vieyra.
- Mate Cosido (película)|Mate Cosido (1962) dir. Goffredo Alessandrini.
- Rumbos malditos (inédita - 1962) dir. Goffredo Alessandrini.
- Asalto en la ciudad (1961) dir. Carlos Cores.
- En busca de la muerte (1961) (México) dir. Zacarías Gómez Urquiza.
- Male and Female Since Adam and Eve (1961) (Estados Unidos) dir. Carlos Rinaldi.
- Las canciones unidas (1960) (México) dir. Julio Bracho y Tito Davison.
- Una canción para recordar (1960) (México) dir. Julio Bracho
- Vivir del cuento (1960) (México) dir. Rafael Baledón.
- La mujer y la bestia (1959) (México) dir. Alfonso Corona Blake
- Mi mujer necesita marido (1959) (México) dir. Rolando Aguilar.
- El diablo de vacaciones (inconclusa - 1957) dir. Ferrucio Cerio.
- Los tallos amargos (1956) dir. Fernando Ayala.
- Sangre y acero (1956) dir. Lucas Demare.
- El último perro (1955) (Relator, no acreditado) dir. Lucas Demare.
- El juramento de Lagardere (1955) dir. León Klimovsky.
- El amor nunca muere (película)|El amor nunca muere]] (1955) dir. Luis César Amadori.
- El hombre que debía una muerte (1955) dir. Mario Soffici.
- Guacho (película)|Guacho (1954) dir. Luis César Amadori.
- El grito sagrado (1954) dir. Luis César Amadori.
- Del otro lado del puente (1953) dir. Carlos Rinaldi.
- La muerte en las calles (1952) dir. Leo Fleider.
- La Parda Flora (1952) dir. León Klimovsky.
- Enseñame a besar (1952) (México) dir. Tito Davison.
- Paco, el elegante (1952) (México) dir. Adolfo Fernández Bustamante.
- María Cristina (película)|María Cristina]] (1951) (México) dir. Ramón Pereda.
- Mujeres sin mañana (1951) (México) dir. Tito Davison.
- Mi vida por la tuya (1951) dir. Roberto Gavaldón.
- El ciclón del Caribe (1950) (México) dir. Ramón Pereda.
- Curvas peligrosas (película de 1950)|Curvas peligrosas (1950) (México) dir. Tito Davison.
- La malcasada (1950) (México) dir. José Díaz Morales.
- Nuestras vidas (1950) (México) dir. Ramón Peón.
- Hipólito, el de Santa (1950) (México) dir. Fernando de Fuentes.
- Hombres a precio (1949) dir. Bernardo Spoliansky.
- La gran tentación  (1948) dir. Ernesto Arancibia.
- Tierras hechizadas (inédita - 1948) dir. Emilio Guerineau.
- Siete para un secreto (1947) dir. Carlos Borcosque.
- Esperanza (película de 1946)|Esperanza (1946) dir. Francisco Mugica y Eduardo Boneo.
- El ángel desnudo (1946) dir. Carlos Hugo Christensen.[2]
- La dama de la muerte (1946) dir. Carlos Hugo Christensen.
- Amarga verdad (1945) (Chile) dir. Carlos Borcosque.
- Allá en el setenta y tantos (1945) dir. Francisco Mugica.
- Éramos seis (1945) dir. Carlos Borcosque.
- La juventud manda (1943) dir. Carlos Borcosque.
- Valle negro (1943) dir. Carlos Borcosque.
- Un nuevo amanecer (1942) dir. Carlos Borcosque.
- Incertidumbre ( (1942) dir. Carlos Borcosque.
- El profesor Cero (1942) dir. Luis César Amadori.
- Cada hogar un mundo (1942) dir. Carlos Borcosque.
- Yo conocí a esa mujer (1942) dir. Carlos Borcosque.
- …Y mañana serán hombres  (1939) dir. Carlos Borcosque.[3]